# 陳宗契
陳宗契（1570年—1630年），字禖生，号景元，湖廣衡州府衡阳县軍籍，明朝政治人物。

## 生平
年二十五举万历二十二年（1594年）甲午科乡试舉人，三十二登二十九年（1601年）辛丑科进士，考選为庶吉士，三十三年補授福建道監察御史。毅然以弹击自任，屡疏谕辅臣李廷机无所忌。时陕西税璫梁永蛊害按臣徐懋恒，朝延置不问，宗契专疏请诛永以伸国法。又纠辽左税監高淮擅预兵机，乞正其罪。语极剀切，直声震都下。遣视漕运，剔宿弊，开泇河，京储赖以不乏。奉诏按浙，闻父卧疾，予假遄归。抵家而父适易箦，哀毁几致伤明，淹里中数岁，有旨督学北直，以侍母辞不起。熹宗践阼，刷卷南都，晉通政司右参议，蒿目时艰，抗章數上，大指謂“有君无臣，有臣无法，乞斩辱国丧师者以为戒”，当时韪之。升南京太常寺少卿，拜北通政司右通政，升太常寺正卿。时逆璫魏忠贤擅政，望风蚁附者辄得美秩，会当南郊，璫乘辇辂，摄行祀事，宗契职典常伯，司乐圜丘，璫于广众中进揖之，意欲宗契附己也。宗契即三上疏乞终养，得請，有“某思亲成疾，待痊起用”之旨。自是家居养母，绝口不谈辇下事。时藩府额派衡阳膳田二千五百顷为采地，有司搜旧日雍王遗田得一千九百八十顷，不如额者五百二十顷，奉牒再派，衡民虑深剥肤。宗契具启诉民疾苦，得省。又苏祁阳排山马递协帮之困。崇祯三年（1630年）诏以兵部右侍郎起用，未闻命三日前卒。

## 评价
性最孝，通籍三十年，强半家食，皆因晨昏之恋故也。尤友于兄弟，束仆隶以法，极为严肃。
所著诗文《醒耳吹》共二十卷，门人太史徐開禧为之序行世，入祀乡贤祠。衡阳县有「文章司命坊」和「容臺正卿坊」，为曾任北直隶提學御史和太常寺正卿的陈宗契立。

## 家族
父陈廷策，赠通政。宗契为次子，龆龀能文，父嘗口占「嫩竹绿阴映地」，宗契应声答曰：「新荷赤箭摩天」。